# Bathyphytophilidae
Famille
Les Bathyphytophilidae sont une famille de gastéropodes vivant dans l'océan Atlantique et dans l'océan Pacifique. De petites tailles, les spécimens de la famille des Bathyphytophilidae vivent dans les abysses.

## Liste des genres
Selon World Register of Marine Species (17 avril 2020) :
- genre Aenigmabonus Moskalev, 1978
- genre Bathyphytophilus Moskalev, 1978